# Cheetah Racing Cars

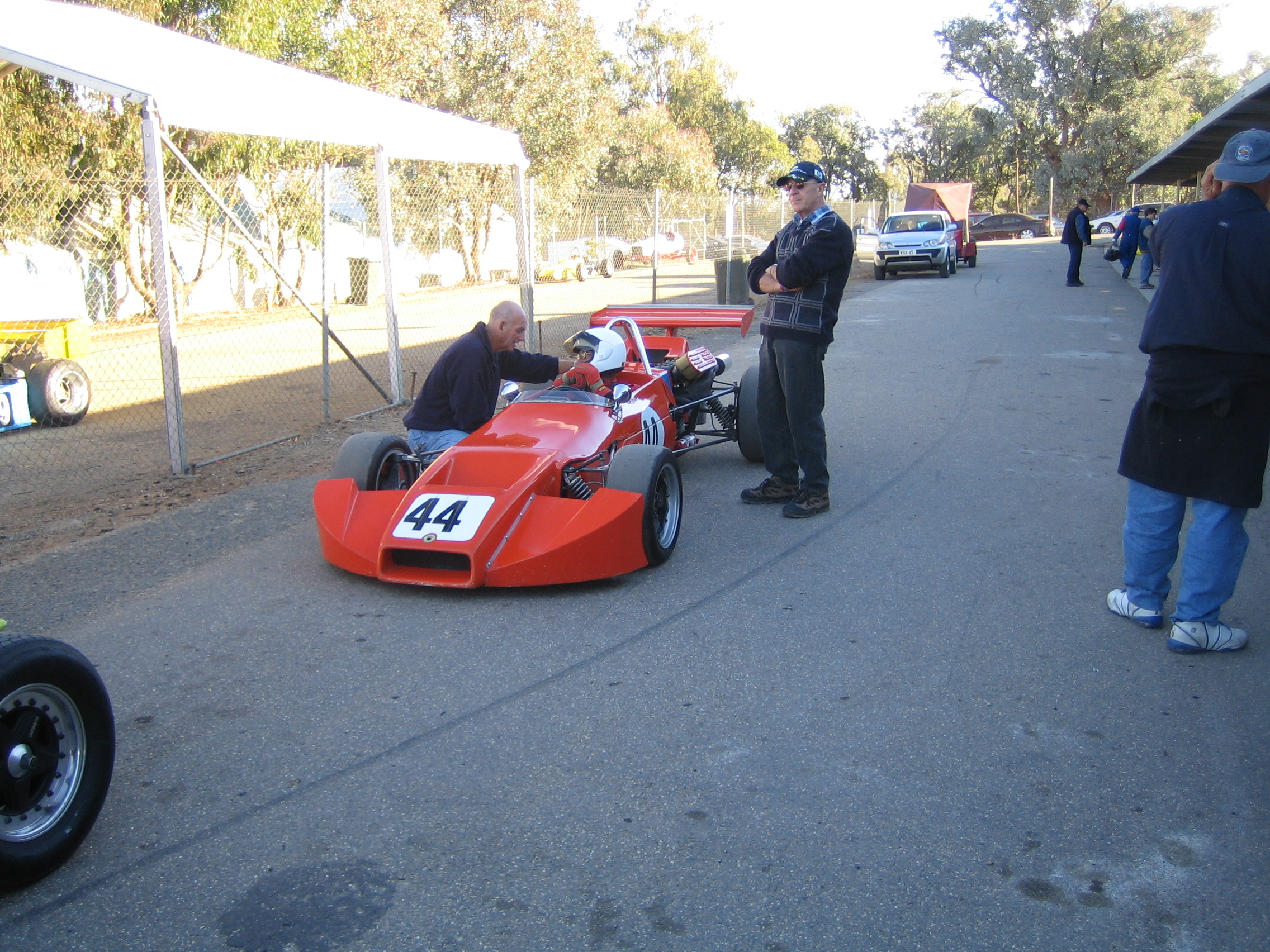
Cheetah Mk 4

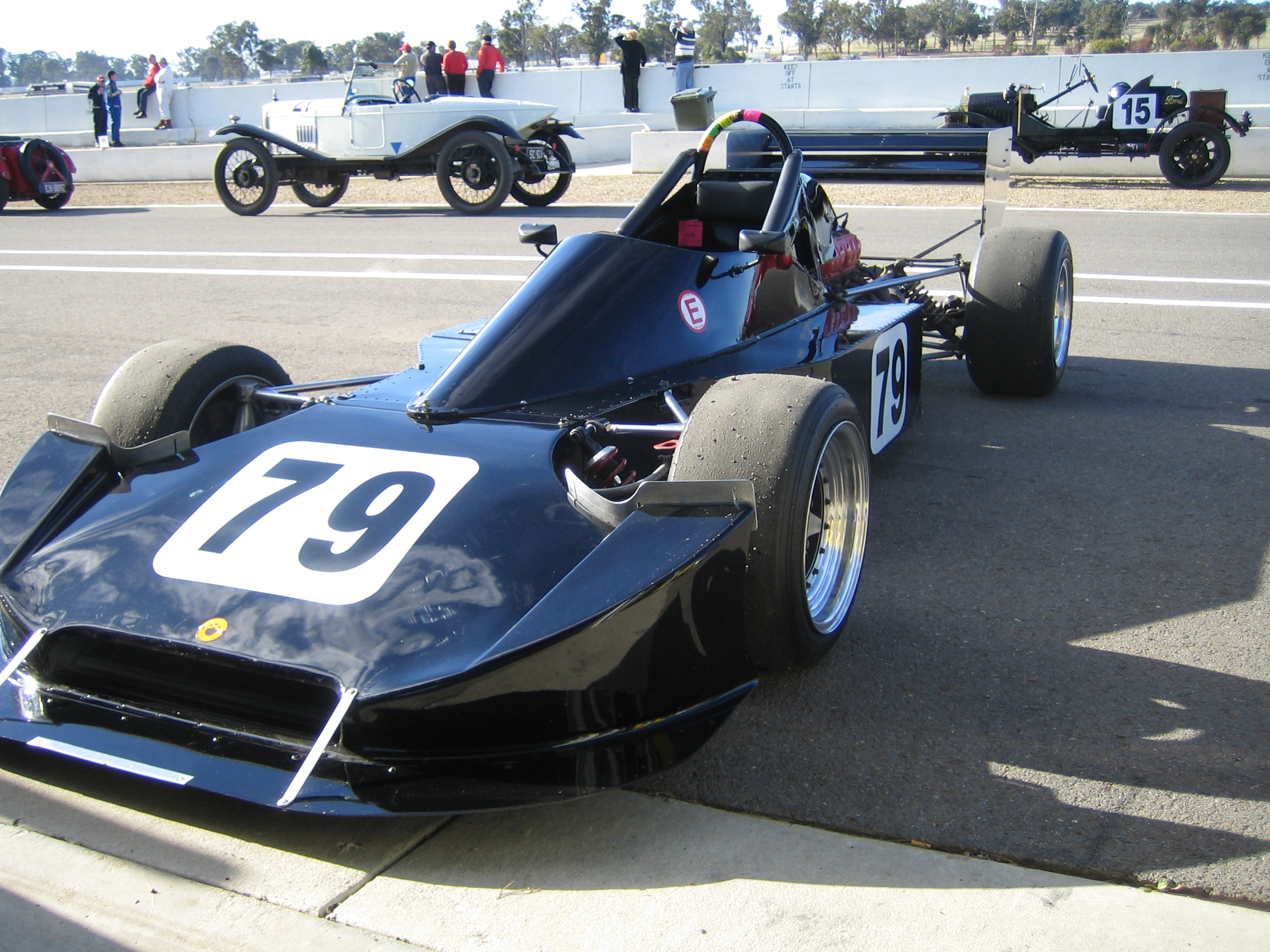
Cheetah Mk 6

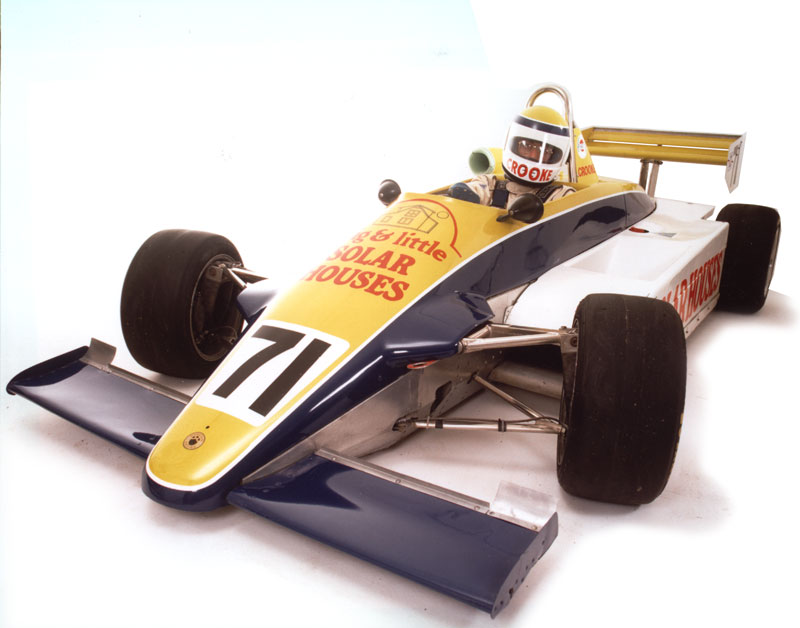
Cheetah Mk 8

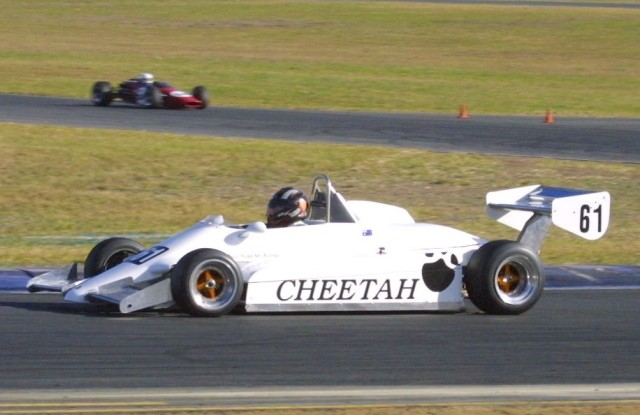
Cheetah Mk 8

Cheetah Racing Cars war ein australischer Rennwagenhersteller. Die Wagen wurden fast ausschließlich von Brian Shead entworfen und gebaut. Sie entstanden in einer kleinen Fabrik hinter Sheads Haus in Mordialloc, einem Stadtteil von Melbourne.

## Geschichte
Der erste Cheetah wurde 1960 für Shead selbst gebaut. Es war ein Nachbau auf Basis des Cooper für die Formel Junior. Der zweite Cheetah entstand 1962 und der dritte 1963. 1970 legte Shead eine komplett neue Konstruktion auf und ein Freund überzeugte ihn davon, ein weiteres Auto zu bauen. 1973 hörte Shead auf, in Vollzeit Rennwagen zu konstruieren und zu bauen. Ein letzter Rennwagen entstand 1989, ein Mk. 9 für den Einsatz in der Formel Holden. Es wurden Autos für die Formel Junior, die Formel Libre, Bergrennen, die Australische Formel-3-Meisterschaft (AF3), die Australische Formel-2-Meisterschaft (AF2), die Australische Formel-1-Meisterschaft (AF1, Formel Atlantic oder Formel Pacific) und die Formel Holden gebaut. Cheetah Race Cars dominierte die AF3 in den 1970er-Jahren und war in den 1970er- und 1980er-Jahren auch der dominante Hersteller in der AF2. In der Formel Holden trat der einzige je für diese Serie gebaute Cheetah von 1989 noch Mitte der 1990er-Jahre gegen die viel moderneren, aus GFK gebauten Wagen von Ralt und Reynard an.
Brian Shead baute auch einen Wagen mit abgedeckten Rädern. Dieser Cheetah Clubman wurde für die Rennserie Sports 1300 hergestellt. Sein Fahrer, Peter Jones, gewann mit ihm 132 Rennen, darunter sieben Titel in New South Wales und drei in Victoria.
Cheetah-Rennwagen sind in australischen historischen Rennen, Berg- und Sprintrennen, in der AF2 und in der Formel R ein üblicher Anblick. Sowohl in der AF2 als auch der Formel R gewinnen Cheetah Mk. 7 und Mk. 8, die Ende der 1970er- und Anfang der 1980er-Jahre gebaut wurden, immer noch Rennen und Titel, und das gegen die neueren GFK-Renner von Dallara und Reynard.
Obwohl heute keine Cheetah-Fahrzeuge mehr gebaut werden, ist Shead immer noch mit diesen Wagen beschäftigt. Er kümmert sich um die Ersatzteilversorgung und berät die Besitzer seiner Rennwagen.

## Modelle
| Name             | Rennserie               | Bemerkungen                                                  |
| ---------------- | ----------------------- | ------------------------------------------------------------ |
| Mk. 1            | Formel Junior           | auf Cooper-Basis                                             |
| Mk. 2            | Formel Junior           | Überarbeiteter Mk. 1                                         |
| Mk. 4H           | Formel Libre Bergrennen |                                                              |
| Mk. 4A           | AF3                     |                                                              |
| Mk. 4B           | AF3                     |                                                              |
| Mk. 4            | AF3                     | Erstes Serienfahrgestell                                     |
| Mk. 4E           | AF2                     |                                                              |
| Mk. 5            | AF3                     |                                                              |
| Clubman          | Sports 1300             | Clubman                                                      |
| Mk. 6            | AF2 AF3                 | Erstes Monocoque-Fahrgestell                                 |
| Mk. 6E & Mk. 6GE | AF2                     | Mk. 6 mit überarbeiteten Unterböden                          |
| Mk. 7            | AF2                     | Erstes Auto mit kalkuliertem Abtrieb, Vorderachsfedern innen |
| Mk. 8            | AF2 Formel Mondial      | Volle Ausnutzung des Abtriebes, glatte Außenhaut.            |
| Mk. 9            | Formel Holden           | Letzter Cheetah, glatte Außenhaut.                           |

## Meisterschaften
| Saison | Fahrer          | Auto                        | Meisterschaft                              |
| ------ | --------------- | --------------------------- | ------------------------------------------ |
| 1970er | Brain Shead     | Cheetah-Corolla             | Verschiedene Formel-3-Staatstitel          |
| 1970er | Brain Shead     | Cheetah-Corolla             | 4 Formel-3-Titel                           |
| 1977   | Ian Judd        | Cheetah-Oldsmobile          | Australisches Bergrennen                   |
| 1979   | Brian Shead     | Cheetah Mk.6-Toyota Celica  | AF2                                        |
| 1979   | Brian Shead     | Cheetah Mk.6-Toyota Celica  | AF2-Serie auf dem Amaroo Park Raceway      |
| 1980   | Peter Macrow    | Cheetah Mk.7-Holden Gemini  | Formel 2 (Victoria)                        |
| 1981   | Bob Prendergast | Cheetah Mk.7-VW Golf        | Bergrennen (Victoria)                      |
| 1983   | Peter Beehag    | Cheetah Mk.7-VW Golf        | Formel 2 (Victoria)                        |
| 1984   | Peter Glover    | Cheetah Mk.7-VW Golf        | AF2                                        |
| 1985   | Peter Glover    | Cheetah Mk.8-VW Golf        | AF2                                        |
| 1985   | ?               | Cheetah Mk.7-VW Golf        | Formel 2 (Victoria)                        |
| 1985   | Robert Rumble   | Cheetah Mk.6-Renault        | Bergrennen (New South Wales)               |
| 1986   | Jon Crooke      | Cheetah Mk.8-VW Golf        | AF2                                        |
| 1986   | Derek Pingel    | Cheetah Mk.8-VW Golf        | Rennwagenmeisterschaft (Queensland)        |
| 1986   | Robert Rumble   | Cheetah Mk.6-Renault        | Bergrennen (New South Wales)               |
| 1987   | Arthur Abrahams | Cheetah Mk.8-VW Golf        | AF2                                        |
| 1988   | Rohan Onslow    | Cheetah Mk.8-VW Golf        | AF2                                        |
| 1988   | Rohan Onslow    | Cheetah Mk.8-VW Golf        | Australische Fahrermeisterschaft Gold Star |
| 1993   | Graham Blee     | Cheetah Mk.6GE              | Meisterschaft von Winton                   |
| 1994   | Craig Lowndes   | Cheetah Mk.9-Holden         | Australischer Silver Star                  |
| 1997   | Hugh Gartley    | Cheetah Mk.4 Toyota Corolla | Meisterschaft von Winton, Formel Libre     |
| 1998   | Bruce Combe     | Cheetah Mk.7 Toyota Celica  | Bergrennen, unter 2 l Hubraum              |
| 2002   | Brendon Cook    | Cheetah Mk.7-VW Golf        | AF2, Rookie of the Year                    |
| 2004   | Kevin Lewis     | Ransberg Cheetah VW Golf    | AF2                                        |
| 2006   | Kevin Lewis     | Ransberg Cheetah VW Golf    | AF2                                        |
| 2006   | Edward Gavin    | Cheetah Mk.8 VW Golf        | AF2, Rookie of the Year                    |
| 2007   | Edward Gavin    | Cheetah Mk.8 VW Golf        | AF2                                        |

## Rundenrekorde
| Rennstrecke          | Streckenlänge | Klasse | Fahrer                       | Auto                            | Jahr               | Zeit          |
| -------------------- | ------------- | ------ | ---------------------------- | ------------------------------- | ------------------ | ------------- |
| Symmons Plains       | 2,4 km        | AF2    | Jon Crooke                   | Cheetah Mk.8 - Judd Golf VW     | 9. März 1986       | 54,73 s       |
| Baskerville          | 2,01 km       | AF2    | Jon Crooke                   | Cheetah Mk.8 - Judd Golf VW     | 16. März 1986      | 50,24 s       |
| Surfers Paradise     | 3,2 km        | AF2    | Jon Crooke                   | Cheetah Mk.8 - Judd Golf VW     | 18. Mai 1986       | 1 min 7,3 s   |
| Oran Park Raceway    | 2,62 km       | AF2    | Jon Crooke                   | Cheetah Mk.8 - Judd Golf VW     | 8. Juni 1986       | 1 min 5,8 s   |
| Lakeside             | 2,4 km        | AF2    | Jon Crooke / Arthur Abrahams | Cheetah Mk.8 - Judd Golf VW     | 15. Juni 1986      | 50,6 s        |
| Sandown              | 3,9 km        | AF2    | Arthur Abrahams              | Cheetah Mk.8 - Golf VW          | 14. September 1986 | 1 min 40,2 s  |
| Amaroo Park          | 1,946 km      | AF2    | Arthur Abrahams              | Cheetah Mk.8 - Golf VW          | 21. Juni 1987      | 46,52 s       |
| Winton – Kurzer Kurs | 2,03 km       | AF2    | Arthur Abrahams              | Ransberg Cheetah Mk.8 - Golf VW | Dezember 1988      | 56,96 s       |
| Eastern Creek        | 3,93 km       | AF2    | Arthur Abrahams              | Ransberg Cheetah - Golf VW      | 25. August 1991    | 1 min 29,35 s |
| Wakefield Park       | 2,2 km        | AF2    | Craig Smith                  | Cheetah Mk.8 - Golf VW          | 16. September 2001 | 59,04 s       |